# Грозненский государственный нефтяной технический университет
Грозненский государственный нефтяной технический университет имени академика М. Д. Миллионщикова — российское высшее учебное заведение, основанное в 1920 году и находящееся в городе Грозном, Чечня. В 1945 году награждено орденом Трудового Красного Знамени. В составе института 1 факультет и 6 институтов.

## Названия
- 1920—1921: Высший нефтяной техникум
- 1921—1929: Нефтяной практический институт
- 1929—1973: Грозненский нефтяной институт
- 1973—2000: Грозненский нефтяной институт имени академика М. Д. Миллионщикова
- 2000—2011: Грозненский государственный нефтяной институт имени академика М. Д. Миллионщикова
- 2011—н. в.: Грозненский государственный нефтяной технический университет имени академика М. Д. Миллионщикова

## История
Грозненский нефтяной институт был основан в 1920 году как Высший нефтяной техникум в составе восьми отделений, два из которых являлись высшими. В 1920 году были основаны два факультета: нефтепромысловый и нефтетехнологический. 19 апреля 1922 года преобразован в Нефтяной практический институт.
Первый выпуск инженеров состоялся в 1925 году. В 1929 году учебное заведение приобрело статус вуза союзного значения. В конце 1945 года Указом Президиума Верховного Совета СССР за успешную подготовку кадров для нефтяной промышленности Грозненский нефтяной институт был награждён орденом Трудового Красного Знамени.

Барельеф академика Миллионщикова на здании Грозненского нефтяного университета

В 1960-х — 1970-х годах в числе преподавательского состава ГГНИ было только три представителя коренных народов: Ахмед Багаев, Мурат Келигов и Ваха Яндаров. В 1973 году институту присвоено имя его выпускника академика М. Д. Миллионщикова.
К середине 1980-х годов в вузе вели подготовку по большинству специальностей технологического цикла нефтегазового производства. Учёные института занимались фундаментальными разработками в области нефтегазовой геологии и геофизики, бурения и разработки нефтяных и газовых скважин, нефтепереработки и нефтехимии, теплофизики, строительства.
В 1990-е годы из Чечни выехал почти весь преподавательский состав института, многие сотрудники института и студенты пропали или погибли в ходе первой чеченской войны. Здания института были разрушены федеральной авиацией в феврале 1995 года в ходе штурма Грозного.
Согласно Федеральной целевой программе в 2007 году начато восстановления комплекса зданий института. В 2012 году завершено строительство нового учебного корпуса ГГНТУ на площади Хрущёва. Также в 2000-х годах завершено строительство студенческого общежития и Дворца спорта ГГНТУ имени Рамзана Кадырова.
В 2011 году получил статус университета.

## Структура университета

### Факультеты и институты ГГНТУ

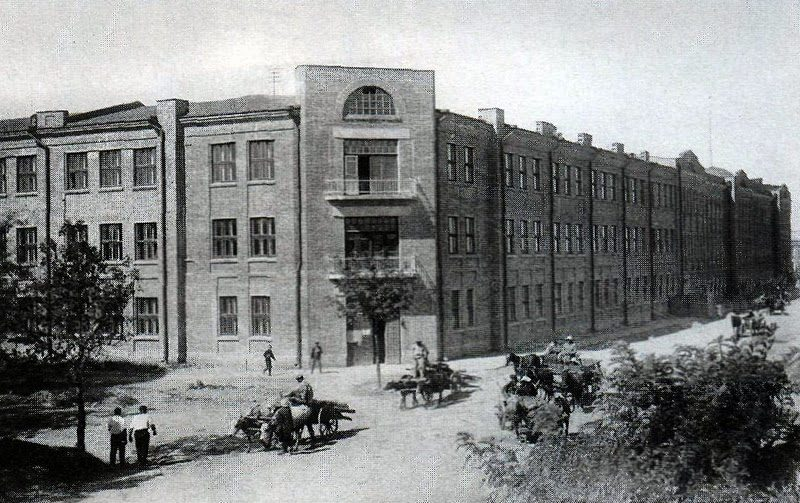
Грозненский нефтяной институт, 1926—1930 гг.

- Институт прикладных информационных технологий;
- Институт нефти и газа;
- Институт энергетики;
- Институт цифровой экономики и технологического предпринимательства;
- Институт повышения квалификации и переподготовки кадров;
- Институт строительства, архитектуры и дизайна;
- Факультет среднего профессионального образования.

### Кафедры и их руководители
- Бурение, разработка и эксплуатация нефтяных и газовых месторождений — Халадов Абдулла Ширваниевич
- Прикладная геофизика и геоинформатика — Эльжаев Асламбек Сипаевич
- Прикладная геология — Шаипов Арби Ахамдиевич
- Прикладная механика и инженерная графика — Саидов Муслим Абдуллаевич
- Технологические машины и оборудование — Эльмурзаев Аюб Абдулаевич
- Технологии продуктов питания и бродильных производств — Шагаипов Магомед Мовладиевич
- Химическая технология нефти и газа — Махмудова Любовь Ширваниевна
- Безопасность жизнедеятельности — Хасиханов Магомед Саидбекович
- Экология и природопользование — Керимов Ибрагим Ахмедович
- Общая и неорганическая химия — Маглаев Джамулай Зандинович
- Информатика и вычислительная техника — Алисултанова Эсмира Докуевна
- Информационные технологии — Моисеенко Наталья Анатольевна
- Сети связи и системы коммутации — Пашаев Магомед Ярагиевич
- Высшая и прикладная математика — Гачаев Ахмед Магомедович
- Информационное право и юриспруденция — Абдулкадырова Мадина Албекхаджиевна
- Общегуманитарные дисциплины — Исмаилова Лайла Магомедовна
- Менеджмент инноваций и бизнеса — Идилов Ибрагим Ирагиевич
- Экономическая теория и государственное управление — Таймасханов Хасан Элимсултанович
- Экономика и управление на предприятии — Якубов Тимур Вахаевич
- Межфакультетская языковая кафедра — Магомадова Таисия Дзаиндыевна
- Физическое воспитание — Мамадиев Алик Хожахметович
- Информационные системы в экономике — Магомаева Лейла Румановна
- Архитектура — Насуханов Шадид Абубакарович
- Геодезия и земельный кадастр — Гайрабеков Ибрагим Гиланиевич
- Технология строительного производства — Муртазаев Сайд-Альви Юсупович
- Строительные конструкции — Мажиев Хасан Нажоевич
- Экспертиза, управление недвижимостью и телогазоснабжение — Хадисов Ваха Хасимагомедович
- Электротехника и электропривод — Магомадов Рустам Абу-Муслимович
- Теплотехника и гидравлика — Турлуев Рамзан Абдул-Вахидович
- Автоматизация технологических процессов и производств — Хакимов Заур Лечиевич
- Физика — Успажиев Руслан Татаевич
- Технологии машиностроения и транспортных процессов — Исаева Мадина Ризвановна

## Ректоры
- Л. В. Курский (1920—1923)
- В. А. Сельский (1923—1927)
- Б. Ф. Гофман (1929)
- Ф. П. Чамров (1932)
- Н. И. Титков (1932—1933)
- Г. А. Ковтунов (1939—1940)
- К. Г. Оркин (1940—1941)
- Г. С. Симонянц (1941—1944)
- А. И. Севостьянов (1944—1952)
- Г. М. Сухарев (1952—1970)
- Ю. Л. Расторгуев (1970—1993)
- В. Х. Межидов (1995—1996)
- Р. М. Мурдаев (1996—1999)
- И. А. Керимов (2000—2007)
- Х. Э. Таймасханов (2008—2018)
- М. Ш. Минцаев (2018—н. в.)

## Выпускники
За свою историю Грозненский нефтяной институт подготовил более 50 тысяч специалистов для различных отраслей народного хозяйства страны.
В числе выпускников института
- восемь Героев Социалистического Труда (В. Г. Бабуков, А. А. Дородницын, Н. А. Мальцев, А. Г. Медведев, М. Д. Миллионщиков, В. И. Муравленко, А. Л. Резников, В. С. Фёдоров),
- министры нефтехимической и нефтеперерабатывающей промышленности СССР (В. С. Фёдоров и С. Н. Хаджиев),
- министры нефтяной промышленности (Н. А. Мальцев и Л. Д. Чурилов),
- министр геологии РСФСР Д. Л. Федоров,
- начальник крупнейшего в СССР главка «ГлавТюменьнефтегаз» В. И. Муравленко,
- академики АН СССР и РАН М. Д. Миллионщиков, А. А. Дородницын, С. Н. Хаджиев,
- академик АН УССР В. А. Сельский,
- девять лауреатов Ленинской премии (В. А. Абазаров, А. А. Дородницын, К. Ф. Кожемякин, В. Г. Матвеев, М. Д. Миллионщиков, В. И. Муравленко, Б. В. Савельев, В. П. Токарев, А. Т. Шмарёв),

лауреаты Сталинской премии, Государственных премий СССР и Российской Федерации, премий Совета Министров СССР и Правительства Российской Федерации.
Также среди выпускников института четыре Героя Советского Союза.

## Награды
- Орден Трудового Красного Знамени (1945)
- Грамота президиума Верховного Совета РСФСР (1979)

## В филателии
В СССР были выпущены два художественных маркированных конверта с изображением Грозненского нефтяного института.

Конверты СССР
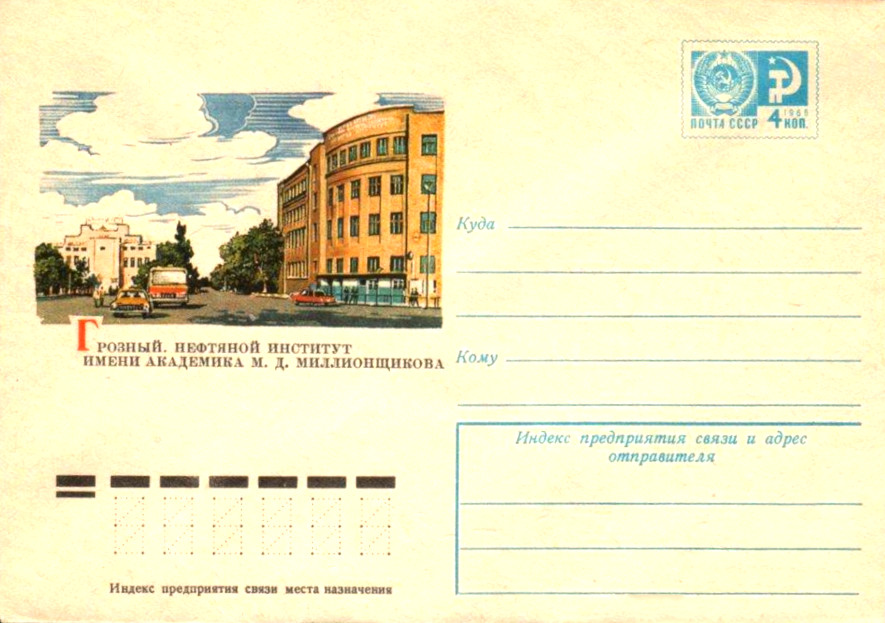
Грозный. Нефтяной институт.
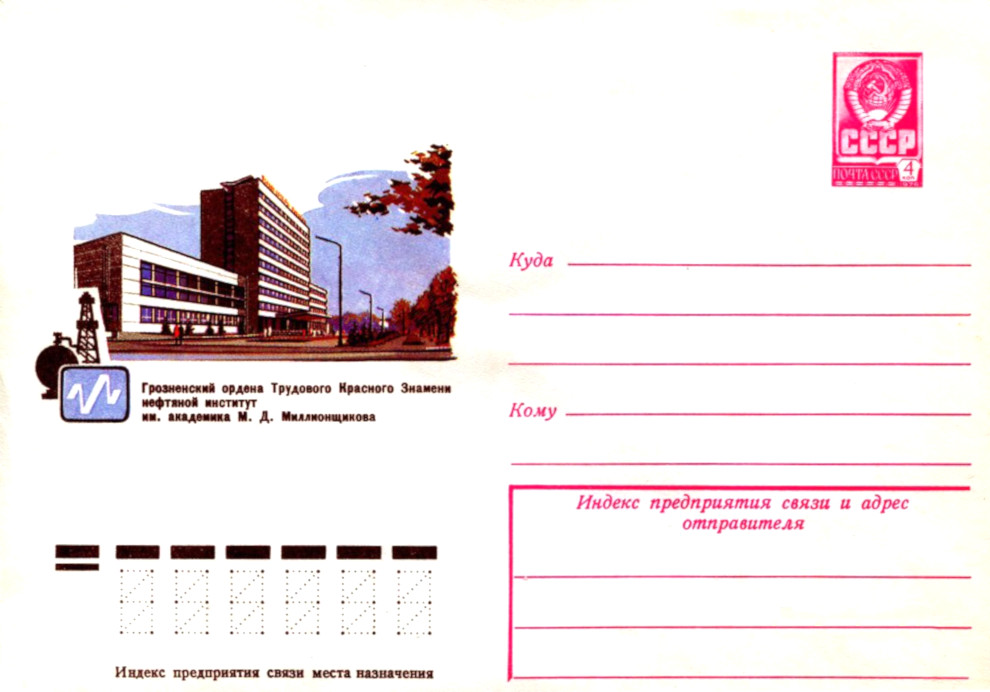
Грозный. Новое здание нефтяного института.